# Ursolestes
Ursolestes is een geslacht van uitgestorven vroege primaatachtigen uit de familie Purgatoriidae van de Plesiadapiformes. Tijdens het  Paleoceen kwamen ze voor in Noord-Amerika. 

## Fossiele vondsten
Fossielen van Ursolestes zijn gevonden in de Amerikaanse staat Montana. U perpetior is bekend uit afzettingen uit het Midden- tot Laat-Puercan van de Simpson Quarry. U. blissorum is bekend uit het Vroeg-Torrejonian van de Tullock Member van de Fort Union-formatie.

## Kenmerken
Ursolestes had het formaat van een grote eekhoorn met een gewicht van 500 tot 1500 gram. Het was hiermee beduidend groter dan de muisgrote verwant Purgatorius. De tanden van Ursolestes waren minder aangepast voor het eten van plantaardig voedsel naast insecten dan die van Purgatorius. 